# Milan Glumac Jurišić
Milan Glumac Jurišić (Kalesija kraj Zvornika, 1884. ili Bosanski Šamac, 1883.,  – Cedar Lake, Indijana, 5. siječnja 1914. / 5. siječnja 1913.), hrvatski politički i iseljenički djelatnik i novinar

## Životopis
Rodio se u BiH 1880-ih. U Karlovcu upisao gimnaziju koju nije završio, nego je prešao u Zagreb gdje je završio grafički zanat. Zaposlio se u Budimpešti gdje je radio u srpskom radničkom listu Slobodnoj reči. Poslije tri godine zaposlio se u Novom Sadu u listu Narodni glas. 
Angažirao se u politici. Bio je tajnik Socijalističkoga zemljoradničkog udruženja. Uhićen zbog protudržavne promidžbe i zatvoren u Srijemskoj Mitrovici. Hrvatski socijalistički čelnik Tomo Bešenić pozvao ga je u SAD. Glumac Jurišić je došao u Pittsburgh. Od 1907. Glumac Jurišić je urednik prvih hrvatskih radničkih novina Radničke straže iz Chicaga. Uredništvo lista bio je domom njegove obitelji. List je vodio do 1910. /1911. godine. Razbolio se od tuberkuloze te je list tek povremeno uređivao. Otišao je na oporavak u Missouri i poslije u Kaliforniju. 
Godine 1909. suosnivač je Narodne obrane. Bio je glavni tajnik Jugoslavenskoga socijalističkog društva u SAD. Sudionik Južnoslavenskoga socijalističkog kongresa 1910. u Chicagu, na kojem je izborio da Jugoslavenski socijalistički savez prizna načela borbe Socijalističke stranke Amerike. Naglašavao da se i u SAD radnici Hrvati i ostali američki radnici u SAD bore za iste ciljeve. Umro je 1914. godine. Poslije njegove smrti Radnička straža nikad nije dosegla kvalitetu kakvu je imala za njegova uređivanja.